# Právo na šťastie
Právo na šťastie je šesté studiové album slovenské punk rockové skupiny Iné Kafe. Album bylo vydáno v roce 2011, osm let od předchozího Bez udania dôvodu. Od alba Čumil je to také první album s bubeníkem Dodo a podobně jako Čumil, i toto album bylo vydáno prostřednictvím vydavatelství Universal Music. Samotný křest alba pak proběhl v letadle.
Album vychází ve dvou verzích, klasické verzi a limitované digipack verzi, která obsahuje i coververzi písně Keď sa všetci zjednotíme od Zóny A.

## Seznam skladeb[5]
Hudba a texty: Vratko Rohoň (pokud není uvedeno jinak).

### Klasická verze
1. "Čo ak nie?" - 3:53
2. "Právo na šťastie" - 3:18
3. "Karanténa citov" - 2:35
4. "Veľkou palicou IV" - 2:11
5. "Figúrka" - 2:20
6. "Špinavé objatie" - 4:00
7. "Končím" - 3:43
8. "Ani minútu" - 2:55
9. "Paralyzovaný" - 3:27
10. "Koridor do raja" - 2:31
11. "90 %" - 2:14
12. "Petra po rokoch" - 2:42
13. "Keď všetko sa (k)rúti" - 4:36

### Digipack verze
1. "Čo ak nie?" - 3:53
2. "Právo na šťastie" - 3:18
3. "Karanténa citov" - 2:35
4. "Keď sa všetci zjednotíme" (hudba: Jaro Lederleitner, text: Peter Schredl) - 2:59
5. "Veľkou palicou IV" - 2:11
6. "Figúrka" - 2:20
7. "Špinavé objatie" - 4:00
8. "Končím" - 3:43
9. "Ani minútu" - 2:55
10. "Paralyzovaný" - 3:27
11. "Koridor do raja" - 2:31
12. "90 %" - 2:14
13. "Petra po rokoch" - 2:42
14. "Keď všetko sa (k)rúti" - 4:36

## Sestava
- Vratko Rohoň - kytara, zpěv, vokály
- Peter "Forus" Fóra - basová kytara, vokály, sbory
- Dodo Praženec - bicí, vokály, sbory

## Hosté
- Braňo "Gza" Wáclav - (14)
- Jimi Cimbala - kytarové sólo (1)
- Ľubomír Horák - trombon (9)
- Marek rakovický - hammond, slide guitar, klávesy, sbory (7, 4, 9, 13)
- Matej Turcer - kytara, sbory (3, 4, 7)
- Peter "Pepe" Hurajt - saxofon (9)
- Peter "Petko" Opet - trubka (9)
- Richard Klimo - (4)
- Roman "Hulo" Hulín - (4)
- Viliam Bujnovský - klávesy (7, 14)
- Vladimír Moravčík - (4)
- Vincent Šušol - sbory (4, 9, 13)